# Гордана Ћулибрк
Гордана Ћулибрк је српска књижевница.

## Биографија
Рођена је 1952. године у Београду. Објављује прозу и поезију у периодичној публикацији. Добитница је награде Сцене Црњански 1999. године за приповетку „Вук”. Оснивач је и члан редакције књижевног часописа Покус, као и уредник „Књижевне академије”. Члан је Друштва књижевника Београда. Међу њеним делима су књига поезије Моћ отиска (2004), роман Пусто острво у срцу цивилизације (2007) и Врните ми Метохију (2007). Радови су преведени на француском, енглеском и руском језику и заступљени су у неколико антологија.